# Rejon nowhorodkiwski (1923–2020)
Rejon nowhorodkiwski – była jednostka administracyjna wchodząca w skład obwodu kirowohradzkiego Ukrainy.
Rejon utworzony w 1923, miał powierzchnię 997 km² i liczył około 19 tysięcy mieszkańców. Siedzibą władz rejonu była Nowhorodka.
Na terenie rejonu znajdują się: jedna osiedlowa rada i 10 silskich rad, obejmujących w sumie 26 wsi.

## Miejscowości rejonu
- (Бережинка)
- (Білозерне)
- Biłopil (Білопіль)
- (Дубівка)
- (Інгуло-Кам'янка)
- (Козирівка)
- (Корбомиколаївка)
- (Куцівка)
- (Митрофанівка)
- Nowhorodka (Новгородка)
- (Новоандріївка)
- (Новомиколаївка)
- (Ольгівка)
- (Перше Травня)
- (Петрокорбівка)
- (Просторе)
- (Рибчине)
- (Ручайки)
- (Сотницьке)
- (Спасове)
- (Спільне)
- (Тарасівка)
- (Велика Чечеліївка)
- (Верблюжка)
- (Вершино-Кам'янка)
- (Веселе)
- (Воронцівка)